# Ian Nelson (attore 1982)
Ian Paul Nelson (Madison, 5 settembre 1982) è un attore statunitense.

## Filmografia

### Cinema
- Heavens Fall, regia di Terry Green (2006)
- Bratz (Bratz: The Movie), regia di Sean McNamara (2007)
- Dakota Skye, regia di John Humber (2008)
- Keith, regia di Todd Kessler (2008)
- K-11, regia di Jules Stewart (2012)
- Qualcosa di magico (All I Want for Christmas), regia di Fred Olen Ray (2013)
- A piedi nudi (Barefoot), regia di Andrew Fleming (2014)

### Televisione
- Home of the Brave, regia di Steve Miner - film TV (2002)
- Cold Case - Delitti irrisolti (Cold Case) – serie TV, 1 episodio (2004)
- Settimo cielo (7th Heaven) – serie TV, 2 episodi (2004)
- What Goes On – serie TV, 10 episodi (2007)
- Ghost Whisperer - Presenze (Ghost Whisperer) – serie TV, 1 episodio (2008)
- Che fatica fare la star! (True Confessions of a Hollywood Starlet), regia di Tim Matheson – film TV (2008)
- Private Practice – serie TV, episodio 2x02 (2008)
- Night and Day, regia di Milan Cheylov – film TV (2010)
- Castle - Detective tra le righe (Castle) – serie TV, 1 episodio (2010)
- NCIS: Los Angeles – serie TV, 1 episodio (2011)

## Doppiatori Italiani
- Mirko Mazzanti in Settimo cielo
- Fabrizio De Flaviis in Cold Case - Delitti irrisolti
- Marco Vivio in Bratz